# Distretto di Dand Wa Patan
Il distretto di Dand Wa Patan è un distretto dell'Afghanistan appartenente alla provincia della Paktia. Conta una popolazione di 27.122 abitanti (dati 2015).